# Султан (Дисней, 2019)
Султа́н (англ. The Sultan) — персонаж из фильма «Аладдин» (2019), правитель Аграбы и отец принцессы Жасмин. Роль была исполнена американцем иранского происхождения Навидом Негабаном.

## Внешность

### Историческая справка
Костюм, который носит Султан, выглядят очень роскошно, что указывает на то, что он — представитель высокого социального класса. Исследователи Фирда Аюнингтияс и Али Мустафа отмечают, что костюм имеет сходство с костюмом, который часто носили одетые в кафтан с мехом и вышивкой дворяне, и проводят историческую паралелль с костюмами реальных султанов.
В XVI веке, когда Османская империя вступила в свой золотой век, экономика, политика и искусство процветали. Текстиль также достиг своего апогея с появлением ткачества, особенно металлической пряжи. Султаны очень гордились своей модой; они были одеты в халаты или кафтаны из лучших и самых дорогих материалов. Для одежды султана также используются уникальные ткани, такие как парча, бархат, металлизированный шёлк, тафта, кашемир и хлопок. Султаны, в частности, носили кафтан, шаровары, внутреннюю мантию и головной убор. Для торжественных случаев султан носит внутренний халат с длинными рукавами, застегнутыми от локтей до запястий и состоящий из обшлага, короткого кафтана из плотного шёлка и длинного верхнего халата с меховой подкладкой и пуговицами, сделанными из материальных украшений. В тот же период султаны носили длинную чалму с обёрнутыми вокруг неё тюрбанами, когда участвовали в различных заседаниях. Этот тип головного убора стал известен как tac-ı Sultani.
Блогер Амира Мартин отмечает, что Султан носит куфи — круглый головной убор; он может быть богато украшен, что является одним из способов, которым мужчины в Ближнем Востоке заявляют о своём социальном статусе. Амира пишет, что сцены с Султаном в куфи «так много говорят о том, как патриархи воспринимаются в африканской и южноазиатской культуре».

### Разработка
По словам издания Entertainment Weekly, художник по костюмам «Аладдина» Майкл Уилкинсон не хотел довольствоваться почти монохромным нарядом, который носил Султан из оригинального мультфильма, и поэтому он разработал костюм для актёра Навида Негабана в ярко-оранжевых и зелёных цветах. Последними важными штрихами стали отделки: перо скопы для головного убора, пуговицы и ремни, которые Уилкинсон купил на Большом базаре в Стамбуле. Художник рассказывал: «Мы хотели наслоить цвета и ткани самым роскошным и удивительным образом, привлекающим внимание. Это была замечательная задача — найти самые красивые, роскошные ткани, чтобы выразить богатство и власть султанского дворца».
В интервью ирландскому порталу Movies.ie Навид Негабан рассказал о процессе съёмок: «<…> после того, как я прочитал сценарий, я почувствовал, что повторный просмотр оригинала испортит моё представление о живом персонаже. В новом „Аладдине“ Султан более глубокий и не является карикатурой на отца. <…> Наши дизайнеры проделали потрясающую работу, помогая мне воплотить Султана в жизнь. Я совершенно потерял дар речи, когда добрался туда. Трансформация заняла у нас около полутора часов. И да! Через некоторое время всё моё лицо болело от того, что изо дня в день я носил бороду. Каждый раз, когда Гай Ричи видел меня без макияжа, он говорил мне: „Забываю, какой ты молодой, каждый раз, когда вижу тебя Султаном“».

## В фильме
Выясняется, что жена Султана, происходящая из королевства Шерабад, была убита за много лет до событий фильма, поэтому правитель Аграбы запрещает Жасмин выходить на улицу, опасаясь того, что с ней может случиться.
В ходе фильма показано, что Жасмин ссорится со своим отцом. Султан ей говорит, что она не может стать правителем Аграбы, поскольку этого не было уже 1000 лет, с тех пор, как было основано государство. Жасмин стремится добиться успеха на посту своего отца как султана или лидера страны, но её отец не одобряет этого, потому что она женщина. Фирда Аюнингтияс и Али Мустафа отмечают, что зрители знают, что свобода женщин по-прежнему очень ограничена, в том числе и для женщин из уважаемых семей, и что это заметно из сцены, где Султан решительно отверг желание принцессы Жасмин.
Ожидается, что Жасмин выйдет замуж за одного из своих королевских женихов, возможно, за очаровательного, но глупого принца Андерса. В это время Джафар, королевский визирь и доверенное лицо Султана, планирует найти волшебную лампу, спрятанную в Пещере Чудес, потому что внутри лампы находится Джинни с магией, которая поможет визирю свергнуть Султана и захватить Аграбу. Спустя время Джафар всё же заполучает лампу и становится могущественным колдуном, а затем обездвиживает Султана, Жасмин, и её служанку Далию.
Аладдин, Абу и Джинни хитростью побеждают Джафара, заточив его в лампу. После поражения Джафара его большая часть тёмной магии в Аграбе была рассеяна и в конечном итоге привела к разрушению тёмного заклинания, обездвижившего Султана, Далию и Жасмин. Затем Аладдин извиняется перед Султаном и Жасмин за свой обман, когда он выдал себя за «принца Али».
Финальная сцена показывает, как принцесса Жасмин разговаривает со своим отцом. Султан решает, что Жасмин должна стать следующим султаном. Таким образом, Жасмин становится первой женщиной-султаном Аграбы и меняет закон о браке, чтобы она могла выйти замуж за кого захочет (изначальный закон гласит, что принцесса должна выйти замуж за принца из другой страны, а её новый муж станет новым султаном). В оригинальном фильме именно Султан отменяет этот закон и позволяет им пожениться. В конце истории принцесса Жасмин также нашла своё любовное предназначение; она, наконец, смогла объединиться с Аладдином, и Аладдину не пришлось маскироваться под принца Али, поскольку Султан благословил их обоих, чтобы они стали партнёрами по жизни.

## Оценки
Навид Негабан в интервью CNET заявил о своей роли Султана следующее: «Это было очень страшно [исполнить], потому что [у оригинального Султана] так много фанатов. Многие люди выросли с этим персонажем, поэтому у них есть определённые ожидания. <…> Я знал, что это роль для меня. Я не из тех актёров, которые ходят и берут всё, что им дают». В интервью HuffPost он ответил, что сыграть Султана было словно осуществить детскую мечту: «Только представьте, что я приехал [из Мешхеда] ребёнком, у которого есть мечта, и он растёт и в конечном итоге играет Султана в диснеевском фильме. Это было удивительное путешествие».
Оливия Сингх из Business Insider пишет, что Султан чересчур опекает свою дочь и «запирает» её в своём дворце, а также что у Навида Негабана в реальной жизни более короткая борода. Дэвид Симс из The Atlantic называет персонажа «комичным энергетическим шаром в анимационном фильме, — тихим, мрачным правителем в образе Навида Негабана». Издание Nur.kz отмечает: «Добродушный и немного инфантильный мужчина очень любит дочь и не замечает подвоха со стороны визиря. Навид Негабан талантливо перевоплотился в правителя».
Издание The Healthy Mouse отмечает, что Султан в оригинале был «туповатым, недалёким и немного отчуждённым. Султан в этом фильме мудр, торжественен и больше соответствует разочарованиям Жасмин. Он изображён вдумчиво рассматривающим баланс управления королевством, добрым к народу Аграбы, а также защищающим и любящим свою дочь. Даже если его методы не идеальны и включают в себя укрытие Жасмин, его намерения продуманны и добры». The Science Survey замечает, что в новом фильме Султан выглядит более мудрым, чем его «более глупая параллель» в оригинале.
Исследователи Попон Парнунингсих и Хасбулла Хасбулла отмечают, что Султан очень заботится о своей дочери, даже запрещая Жасмин покидать королевство, и что конце концов он понял, что эта «маленькая девочка выросла храброй женщиной и у неё было много блестящих идей». При этом они замечают, что когда правитель Аграбы жил роскошной жизнью во дворце, многие из его людей были вынуждены воровать только для того, чтобы поесть, при этом Султан, «хороший отец, любящий свою дочь», был настолько недоверчив к цели Жасмин стать султаном Аграбы, и обвинил Аладдина в краже трона его королевства. По итогу Султан понял, что его дочь больше не «ребёнок», а «умная и храбрая женщина, которая заслуживала быть султаном».